# Chevrolet
 (транскр.  Шевролет), колоквијално познат као Chevy (транскр.  Шеви), амерички је произвођач аутомобила. Налази се у власништву предузећа General Motors (GM). Седиште му се налази у Детроиту. До 2010. пословао је у преко 140 држава, док је 2011. поставио рекорд и продао преко 4,76 милиона возила.

## Модели

### Садашњи модели
- Шевролет авео
- Шевролет болт
- Шевролет волт
- Шевролет спарк
- Шевролет кавалир (Кина)
- Шевролет камаро
- Шевролет каптива
- Шевролет круз
- Шевролет колорадо
- Шевролет корвета (седма генерација)
- Шевролет импала
- Шевролет малибу
- Шевролет монтана
- Шевролет нива (Русија)
- Шевролет оникс (Јужна Америка)
- Шевролет орландо
- Шевролет тракс
- Шевролет треверс
- Шевролет еквинокс
- Шевролет силверадо
- Шевролет сабербан
- Шевролет тахо
- Шевролет трејлблејзер (Тајланд и Бразил)

### Некадашњи модели
непотпун попис модела
- Шевролет бел ер
- Шевролет аваланч
- Шевролет блејзер
- Шевролет вентура
- Шевролет монте карло
- Шевролет SSR
- Шевролет апландер
- Шевролет Ц-10
- Шевролет целта
- Шевролет ласети
- Шевролет нубира
- Шевролет каприс